# Europäisches Olympisches Winter-Jugendfestival 2005
Das Europäische Olympische Winter-Jugendfestival 2005 fand vom 24. bis zum 28. Januar in Monthey im Schweizer Kanton Wallis statt.

## Sportarten
Es wurden 35 Wettkämpfe in 8 Sportarten ausgetragen. Die Wettkämpfe in der Nordischen Kombination und im Skispringen wurden gestrichen, dafür kehrten Shorttrack und Snowboard ins Programm zurück. Erstmals wurden Wettkämpfe im Curling ausgetragen.
- Biathlon
- Curling
- Eishockey
- Eiskunstlauf
- Shorttrack
- Ski Alpin
- Skilanglauf
- Snowboard

## Medaillenspiegel
| Platz  | Mannschaft     | Gold | Silber | Bronze | Gesamt |
| ------ | -------------- | ---- | ------ | ------ | ------ |
| 1      | Russland       | 5    | 4      | 4      | 13     |
| 2      | Frankreich     | 4    | 3      | 4      | 11     |
| 3      | Finnland       | 4    | 2      | 2      | 8      |
| 4      | Ungarn         | 4    | 2      | 1      | 7      |
| 5      | Norwegen       | 4    | 1      | 1      | 6      |
| 6      | Österreich     | 3    | 4      | 4      | 11     |
| 7      | Tschechien     | 3    | 1      | –      | 4      |
| 8      | Italien        | 2    | 6      | –      | 8      |
| 9      | Deutschland    | 2    | 4      | 5      | 11     |
| 10     | Schweiz        | 1    | 5      | 4      | 10     |
| 11     | Großbritannien | 1    | –      | 1      | 2      |
| 12     | Polen          | 1    | –      | –      | 1      |
| 12     | Schweden       | 1    | –      | –      | 1      |
| 14     | Slowenien      | –    | 2      | 2      | 4      |
| 15     | Dänemark       | –    | 1      | –      | 1      |
| 16     | Ukraine        | –    | –      | 3      | 3      |
| 17     | Belarus        | –    | –      | 1      | 1      |
| 17     | Israel         | –    | –      | 1      | 1      |
| 17     | Niederlande    | –    | –      | 1      | 1      |
| 17     | Slowakei       | –    | –      | 1      | 1      |
| Gesamt | Gesamt         | 35   | 35     | 35     | 105    |